# 神前站 (香川縣)
神前站（日语：／ Kanzaki eki */?）是位於日本香川縣讚岐市寒川町神前，隸屬於四國旅客鐵道（JR四國）的鐵路車站。車站編號為T16，本站只停靠普通列車。副站名為「彌勒之里的車站」（みろくの里の駅）。由於鄰近私立寒川高等學校，因此在上下課時段會有較多的學生乘客使用。除此以外，由於車站附近的居民並不算太多，使用率並不算很高。

## 車站構造
本站設有小型站房一座，只設有原站務室及候車室。洗手間獨立設於站舍旁邊，並不在月台範圍。1972年起變為無人站後，車票發售改由非國鐵／JR四國的人員作簡易委託發售。2004年裝設自動售票機後，業務委託也就停止。
站內只設有側式月台1座，列車無法進行交換。月台的有效長度為4輛。穿過出札口後須走上幾級樓梯才能到達月台，並不設有無障礙通道。設有木製三邊圍封的有蓋候車亭，位於月台出入口旁。列車靠站時，往栗林及高松方向為左側上落；往德島及引田方向為右側上落。本站兩邊均沒有設置緊急剎車軌道。

### 月台配置
| 路線    | 方向 | 目的地                             |
| ------- | ---- | ---------------------------------- |
| ■高德線 | 下行 | 三本松、引田、德島、阿南、牟岐方向 |
| ■高德線 | 上行 | 高松方向                           |

## 歷史
- 1952年1月27日：開業[3]。
- 1972年10月1日：無人化[4]。
- 1987年4月1日：日本國鐵分割民營化，車站的營運由JR四國繼承。

## 歷年乘客人數
| 乘車人員推算 | 乘車人員推算 | 乘車人員推算 |
| 年度         | 1日平均人數  |              |
| ------------ | ------------ | ------------ |
| 2002         | 575          |              |
| 2003         | 536          |              |
| 2004         | 509          |              |
| 2005         | 502          |              |
| 2006         | 492          |              |
| 2007         | 464          |              |
| 2008         | 453          |              |
| 2009         | 446          |              |
| 2010         | 494          |              |
| 2011         | 521          |              |
| 2012         | 537          |              |
| 2013         | 516          |              |

## 相鄰車站
四國旅客鐵道（JR四國）
■高德線
造田（T17）－神前（T16）－讚岐津田（T15）